# Tantilla hobartsmithi
Tantilla hobartsmithi (південно-західна чорноголова змія) — вид змій родини полозових (Colubridae). Мешкає в Сполучених Штатах Америки і Мексиці. Вид названий на честь американського герпетолога Хобарта М'юїра Сміта (1912–2013).

## Опис
Tantilla hobartsmithi — це невеликі змії, довжина яких (враховуєчи хвіст) становить 20-38 см. Верхня частина тіла у них рівномірно коричнева, глова чорна, на шиї кремовий або білий комір. На животі широка червонувата смуга.

## Поширення і екологія
Південно-західні чорноголові змії мешкають на півдні Каліфорнії і Невади, в Юті, на заході Колорадо, в Аризоні, на півдні Нью-Мексико та в Техасі, а також в мексиканських штатах Сонора, Чіуауа, Коауїла і Нуево-Леон. Вони живуть в сосново-ялівцевих лісах, заростях чапаралю, прибережних лісах, на порослих мескітами і юками луках, в полинових заростях, мескітово-креозонтових чагарниках та в кедровій савані. Ведуть напівриючий, прихований спосіб життя. Живляться комахами та багатоніжками. Відкладають яйця.